# Sarāb-e Jaldān
Sarāb-e Jaldān (persiska: سراب جلدان, سَرابِ جَلدون) är en ort i Iran.   Den ligger i provinsen Lorestan, i den västra delen av landet, 400 km sydväst om huvudstaden Teheran. Sarāb-e Jaldān ligger 1 846 meter över havet och antalet invånare är 146.
Terrängen runt Sarāb-e Jaldān är kuperad.Runt Sarāb-e Jaldān är det ganska tätbefolkat, med 72 invånare per kvadratkilometer. Närmaste större samhälle är Zāgheh-ye ‘Olyā, 17,1 km norr om Sarāb-e Jaldān. Trakten runt Sarāb-e Jaldān består i huvudsak av gräsmarker.